# Moments (restaurant)
Moments és un restaurant creat l'any 2009, situat al passeig de Gracia de Barcelona, dins l'Hotel Mandarin Oriental, amb Carme Ruscalleda com a gerent, i el seu fill Raül Balam Ruscalleda com a xef i cap de cuina.
'Moments', amb una cuina creativa, fresca i saludable inspirada en la cultura culinària catalana, l'any 2010 va aconseguir la seva primera estrella Michelin, i dos anys després, el 2012, al tercer aniversari de la seva creació, li va arribar la segona estrella Michelín.